# グランド湖 (ニューファンドランド・ラブラドール州)
グランド湖 (Grand Lake) はカナダのニューファンドランド島にある湖。島の西部、コーナーブルックの24km南東に位置する。面積は543 km²で、ニューファンドランド島では最大の湖。
1924年に建設されたダムにより、水位は100フィートほど上昇している。グランド湖はディア湖での水力発電用の貯水池として使用されている。
グランド湖内にあるグラバー島は湖の中にある島では世界で18番目に大きい。多くの小川が注ぐ。湖からはハンバー水路 (Humber Canal) を経てディア湖へ注ぐ。